# Boks na Letnich Igrzyskach Olimpijskich 1936

## Medaliści
| Konkurencja                 | Złoty           | Srebrny           | Brązowy              |
| waga musza (50,802 kg)      | Willy Kaiser    | Gavino Matta      | Louis Laurie         |
| waga kogucia (53,525 kg)    | Ulderico Sergo  | Jack Wilson       | Fidel Ortiz          |
| waga piórkowa (57,152 kg)   | Oscar Casanovas | Charles Catterall | Josef Miner          |
| waga lekka (61,237 kg)      | Imre Harangi    | Nikolai Stepulov  | Erik Ågren           |
| waga półśrednia (66,678 kg) | Sten Suvio      | Michael Murach    | Gerhard Pedersen     |
| waga średnia (72,574 kg)    | Jean Despeaux   | Henry Tiller      | Raúl Villarreal      |
| waga półciężka (79,378 kg)  | Roger Michelot  | Richard Vogt      | Francisco Risiglione |
| waga ciężka (>79,378 kg)    | Herbert Runge   | Guillermo Lovell  | Erling Nilsen        |

## Polscy reprezentanci
- Waga musza - Edmund Sobkowiak, odpadł w 1/4 finału
- Waga kogucia - Antoni Czortek, odpadł w eliminacjach
- Waga piórkowa - Aleksander Polus, odpadł w eliminacjach
- Waga lekka - Czesław Cyraniak, odpadł w eliminacjach
- Waga półśrednia - Józef Pisarski, odpadł w eliminacjach
- Waga średnia - Henryk Chmielewski, 4. miejsce; z powodu kontuzji nie stanął do walki o brązowy medal
- Waga ciężka - Stanisław Piłat, odpadł w eliminacjach